# Imperivm: Le grandi battaglie di Roma
Imperivm: Le grandi battaglie di Roma (conosciuto anche come Imperivm III, Imperivm World) è un videogioco strategico in tempo reale, sviluppato da Haemimont Games e pubblicato dalla FX Interactive in Italia e nei paesi ispanici nel 2004. È il terzo videogioco della serie, sequel di Imperivm: Le guerre puniche e seguito da Imperivm: Civitas, e ha ereditato dal precedente grafica e sistema di gioco, aggiungendo però anche varie innovazioni.
Il gioco è dotato anche della modalità multigiocatore con cui si può giocare con giocatori di altre nazionalità. In questa sezione è presente anche la funzione chat.

## Modalità di gioco
Il gioco abbandona le Avventure standard dei due predecessori e adotta invece una duplice modalità: Le grandi battaglie di Roma costituiscono le imprese più celebri della storia di Roma per merito di grandi condottieri come Scipione, Giulio Cesare, Ottaviano Augusto, Agricola, Marco Aurelio; Le grandi sfide di Roma, invece, ricordano grandi battaglie contro le civiltà che più sono state difficili da sottomettere per i Romani; le missioni sono sei, ovvero quante sono le civiltà che il gioco fornisce all'infuori di Roma, e ivi si impersonano personaggi come Vercingetorige, Annibale, Viriato, Arminio e Boadicea. È comunque possibile accedere alle avventure che erano standard dei primi due giochi, accessibili facilmente cliccando sul tasto Personalizza. Viene inoltre introdotta la modalità Conquista, che permette di controllare una delle civiltà presenti nella mappa dell'Europa e portarla a espandere la sua egemonia conquistando tutte le altre fazioni, ottenendo dei bonus a ogni territorio conquistato. Come le avventure e gli scenari, l'editor consente di creare anche le proprie Conquiste.
Alle quattro fazioni già presenti nel gioco precedente, ossia Roma, Gallia, Cartagine e Iberia, si aggiungono anche Egitto, Germania e Britannia; Roma è stata inoltre divisa in Repubblica e Impero per motivi meglio aderenti alla storia.
In questo terzo episodio di Imperium è stato introdotto il parametro "energia", che permette all'unità o all'eroe l'attivazione di una o più caratteristiche speciali. Partendo da un massimo di 10 punti, ogni colpo effettuato può consumare una certa quantità di energia (anche se vale solo per alcune caratteristiche speciali). Questo vale sia per le unità militari che per gli eroi, ognuno dei quali è dotato di 5 caratteristiche speciali (diverse in base alla civiltà); alcune rimangono permanentemente attive, mentre altre le si attivano per un tempo variabile secondo il valore dell'energia posseduta dall'eroe.

### Grandi Battaglie
Grandi Battaglie è una modalità di gioco contenente due sottosezioni: Grandi Battaglie di Roma, che permette di combattere le più importanti battaglie della civiltà romana, e Grandi Sfide di Roma, che consente di immedesimarsi nei più noti popoli antagonisti di Roma che li ha visti contrapposte in battaglia contro quest'ultima.
Ogni campagna comincia con un filmato che narra i fatti storici avvenuti prima della battaglia, per poi dare al giocatore diverse informazioni e consigli su come vincere gli avversari completando diversi obiettivi.
Grandi Battaglie
- Sbarco in Africa - 204 a.C. - Publio Cornelio Scipione, detto l'Africano, sbarcato in Africa per sottomettere Cartagine, viene a sapere dell'esistenza del principe Massinissa, disposto ad unirsi a lui per sconfiggere una volta per tutte Annibale.
- L'assedio di Numanzia - 134 a.C. - Publio Cornelio Scipione Emiliano, giunto in Hispania per appacificare la regione, scopre che gli iberi hanno conquistato quasi tutti i forti romani della zona. Il suo nuovo compito è riconquistare i forti e la città iberica che si oppone a Roma.
- L'accerchiamento di Alesia - 52 a.C. - Giulio Cesare, impegnato ad assediare Alesia, deve cercare di tenere a bada i Galli della città e impedire che i rinforzi esterni rompano l'accerchiamento.
- Augusto sul Nilo - 31 a.C. - Ottaviano si prepara a conquistare l'Egitto nel nome di Roma, sconfiggendo una volta per tutte il rivale Marco Antonio e la sua consorte Cleopatra.
- La conquista della Britannia - 77 d.C. - Il generale romano Gneo Giulio Agricola impegnato nella conquista della Britannia.
- Marco Aurelio in Germania - 167 d.C. - L'imperatore Marco Aurelio, giunto ad Aquileia dopo aver formato un immenso esercito, dovrà difendere la città dai marcomanni che premono sui confini.

Grandi Sfide
- Annibale alle porte di Roma - 216 a.C. - Annibale, giunto alle porte di Roma, dovrà confrontarsi con i difensori della città più potente del mondo. È l'unica battaglia del gioco che rappresenta un evento in realtà non accaduto, ovvero l'assedio di Roma da parte di Annibale dopo la vittoria a Canne.
- Viriato domina l'Hispania - 146 a.C. - La conquista della Penisola Iberica da parte della tribù dei Lusitani, guidati dal loro capo Viriato.
- L'Egitto alle armi - 58 a.C. - La popolazione autoctona dell'Egitto decide di ribellarsi a Tolomeo XII, giacché quest'ultimo è in realtà un sovrano fantoccio dei Romani.
- La battaglia di Gergovia - 52 a.C. - Il nobile Gallo Vercingetorige comanda la ribellione del suo popolo contro Roma: il suo compito è impedire che la città di Gergovia venga sottomessa.
- Arminio, generale ribelle - 9 d.C. - La ribellione del generale romano di origine germaniche Arminio contro le legioni romane.
- La ribellione di Boadicea - 60 d.C. - La rivolta messa in atto dalla regina britannica degli Iceni, Boadicea, contro il dominio di Roma nella regione.

### Conquista
Conquista è una modalità che permette di selezionare una tra le civiltà disponibili nel gioco su una cartina dell'Europa, per poi scegliere quale altra civiltà conquistare e forgiare così un proprio impero.
Ogni civiltà conquistata dona un bonus speciale al giocatore, che vale fino alla partita successiva, tra i quali: sopravvivenza delle proprie unità con scarsità di viveri (Egitto), l'aiuto dei Guerrieri di Fand (Galli) o i servigi di un potente generale (Roma).

### Strategia e multigiocatore
La modalità Strategia (l'unica disponibile nel multigiocatore) permette di selezionare civiltà, numero di civiltà, colore delle civiltà sulla mappa strategica, mappa, grandezza della mappa e diversi parametri minori con i quali si vuol giocare. Ogni giocatore parte con solo due strutture: la fortezza ed il villaggio del popolo scelto.
La modalità Torneo Imperivm è la versione avanzata della modalità multigiocatore. I giocatori possono salire di livelli e ranghi rappresentati dalle unità disponibili nel gioco, dai contadini ai guerrieri, dai nobili agli Imperatori, Faraoni e Unificatori della Gallia.
Nel 2005 è stato organizzato il primo campionato Torneo Imperivm, detto anche Liga Imperivm, dove molti giocatori si sono sfidati in battaglie 1 contro 1 e 2 contro 2. Il premio in palio è stato di 5000€ più un trofeo.

## Accoglienza
| Testata        | Giudizio |
| -------------- | -------- |
| Gamesurf       | 7/10     |
| SpazioGames.it | 7.7/10   |

Durante l'E3 del 2006, è stato annunciato che il gioco ha venduto oltre un milione di copie nel mondo, ottenendo così il titolo Platino. A seguito di ciò, ha ottenuto dalla ADESE (Entertainment Software Editors and Distributors Spanish Association) un "Doppio Disco in Platino" per aver venduto 160 000 copie nel 2005 nella sola Spagna.

## Edizione HD
Il 16 agosto 2021 il gioco esce su Steam sotto il nome Imperivm RTC - HD Edition "Great Battles of Rome". Le novità possono essere riassunte con l'aggiunta della risoluzione full HD, già in realtà supportata dall'engine del gioco originale, marginali modifiche di bilanciamento e un nuovo doppiaggio inglese.